# Pedro Sarmiento de Gamboa

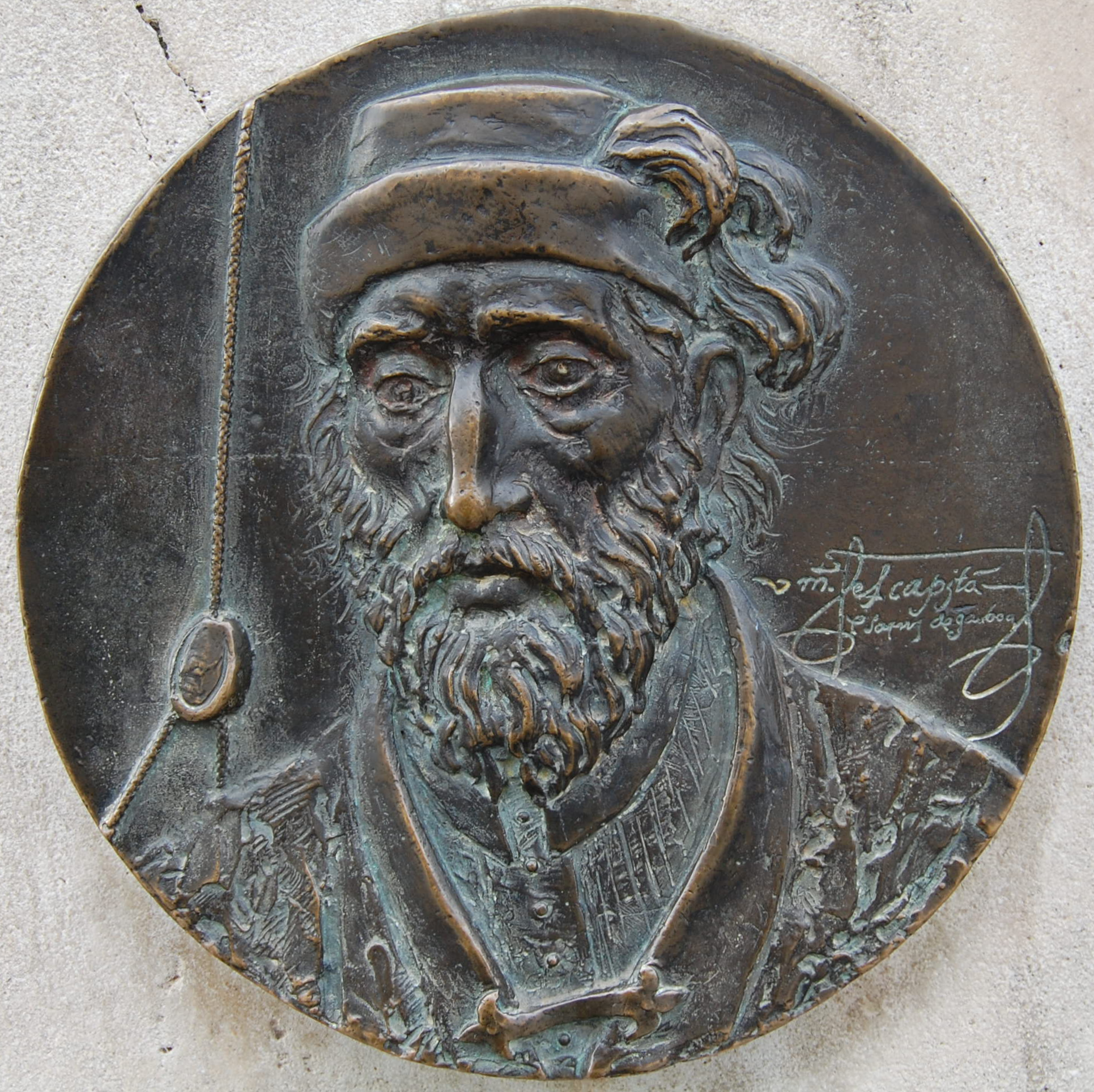
Pedro Sarmiento de Gamboa.

Pedro Sarmiento de Gamboa (Alcalá de Henares, 1530 – Lisbona, 1590) è stato un navigatore, esploratore e astronomo spagnolo, uomo eclettico per eccellenza, cosmografo, profondo conoscitore del greco e del latino, validissimo scrittore e poeta apprezzato.

## Vita giovanile
Si ritiene sia nato ad Halcalá de Henares, ma alcuni propendono per una sua nascita a Pontevedra in Galizia.
Era figlio di Bartolomé Sarmiento di Pontevedra e di Maria de Gamboa di Bilbao.
Compì studi approfonditi di matematica, astronomia, greco e latino, ma non sappiamo in quale Università, anche se si suppone che si tratti di quella di Alcalá de Henares, la famosa "Universitas Complutensis", una delle più celebri dell'epoca.
Non si hanno notizie certe sulla storia dei suoi anni giovanili. Pare comunque che arruolatosi diciottenne nell'esercito imperiale, abbia partecipato alle guerre europee tra il 1550 e il 1555.
Di sicuro nel 1555 era presente in Messico da dove partì per compiere una missione in Guatemala. 
Nel 1557 si trasferì sicuramente in Perù ove entrò in buoni rapporti con il viceré don Francisco de Toledo.

## Periodo peruviano
Nel 1564 e ancora nel 1575 fu accusato e processato, dall'Inquisizione di Lima. Le indagini sul suo conto erano riferite a certe pratiche di stregoneria e alla sua familiarità con le scienze esoteriche proprie, secondo i suoi accusatori, dei giudei. In particolare sembra essersi vantato del possesso di due anelli magici e della sua capacità di produrre filtri amorosi. Durante il processo emersero dei precedenti inquisitoriali che avevano avuto luogo in Messico. Secondo un testimone, Sarmiento aveva ivi subito la condanna alla fustigazione pubblica per aver costruito l'immagine di cera di un suo nemico e averla successivamente bruciata.
In entrambe le occasioni la sua amicizia con il viceré valse a toglierlo d'impiccio, ma Sarmiento, che si era appellato al Papa, dovette rinchiudersi per un certo periodo, in un convento ed osservare delle pratiche di digiuno.
Durante la sua permanenza in Perù, coadiuvò il viceré de Toledo nella stesura delle famose “Informaciones”, ovvero una serie di investigazioni approfondite svolte, presso gli indigeni, per determinare la loro storia rispetto all'impero degli Inca.
Lo scopo del viceré, pressato dalle proteste umanitarie di Las Casas e dei religiosi della sua scuola, era quello di dimostrare che lo stato inca era una struttura arbitraria e tirannica che si era imposto con la forza nei territori andini soggiogandone i legittimi proprietari con una guerra aggressiva e brutale condotta a scopo di conquista.
In questo contesto l'intervento della Spagna si sarebbe presentato come un'azione di liberazione dei nativi oppressi sublimata, per di più, dall'intento di evangelizzazione di quelle misere genti pagane.
Sarmiento non si limitò a collaborare con le autorità spagnole, ma profittando della gran quantità di notizie che si andavano man mano raccogliendo, preparò una propria opera sulla storia degli Inca. Nacque così la «Historia indica», uno dei testi più apprezzati sull'impero andino. In essa Sarmiento, con dovizia di particolari, racconta le leggende tramandate dagli inca sulle loro origini e sulla loro storia, antica e recente. Contrariamente all'uso dell'epoca, vi sono riportati fedelmente i nomi dei testimoni e le varie tesi sono sottoposte ad una interpretazione critica.
Ne esce una rappresentazione dell'impero cruda, ma veritiera ove gli Inca vengono dipinti per quello che erano: una stirpe di conquistatori fieri del loro destino.

## Primo viaggio allo Stretto

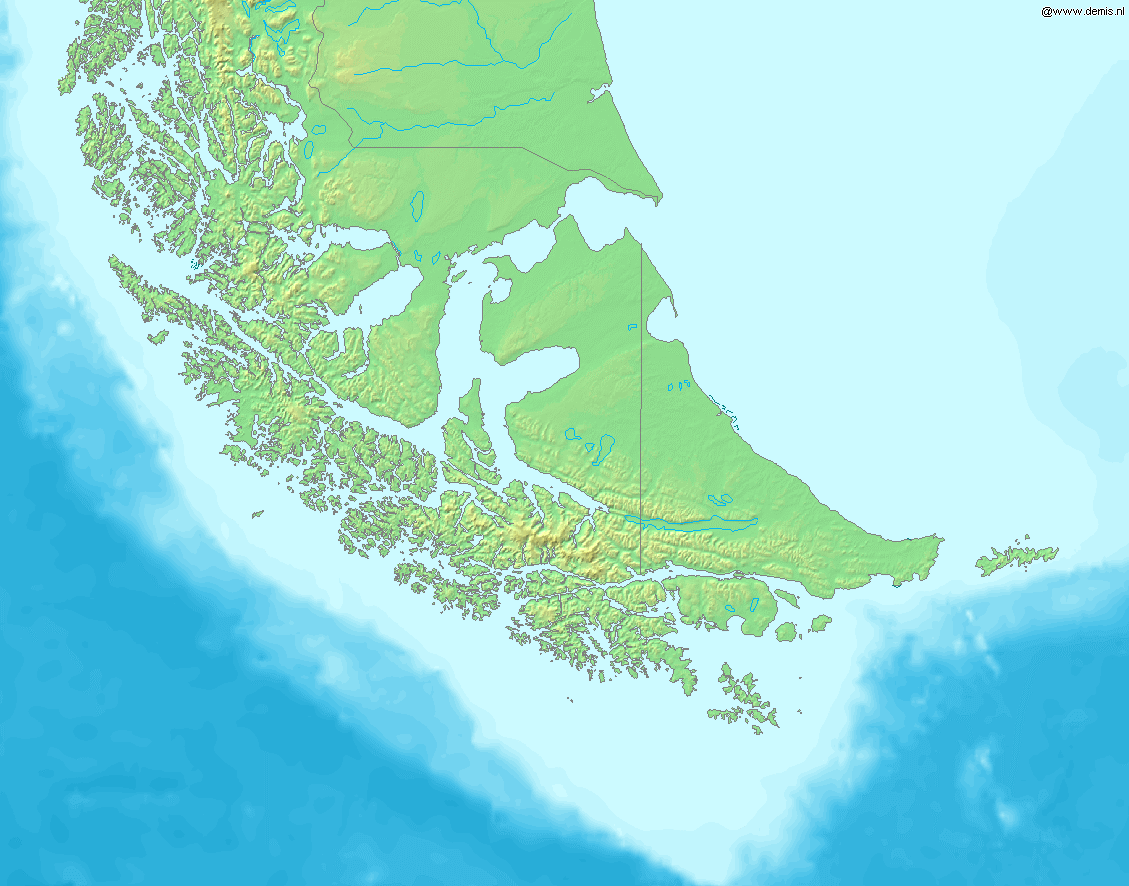
Lo Stretto di Magellano

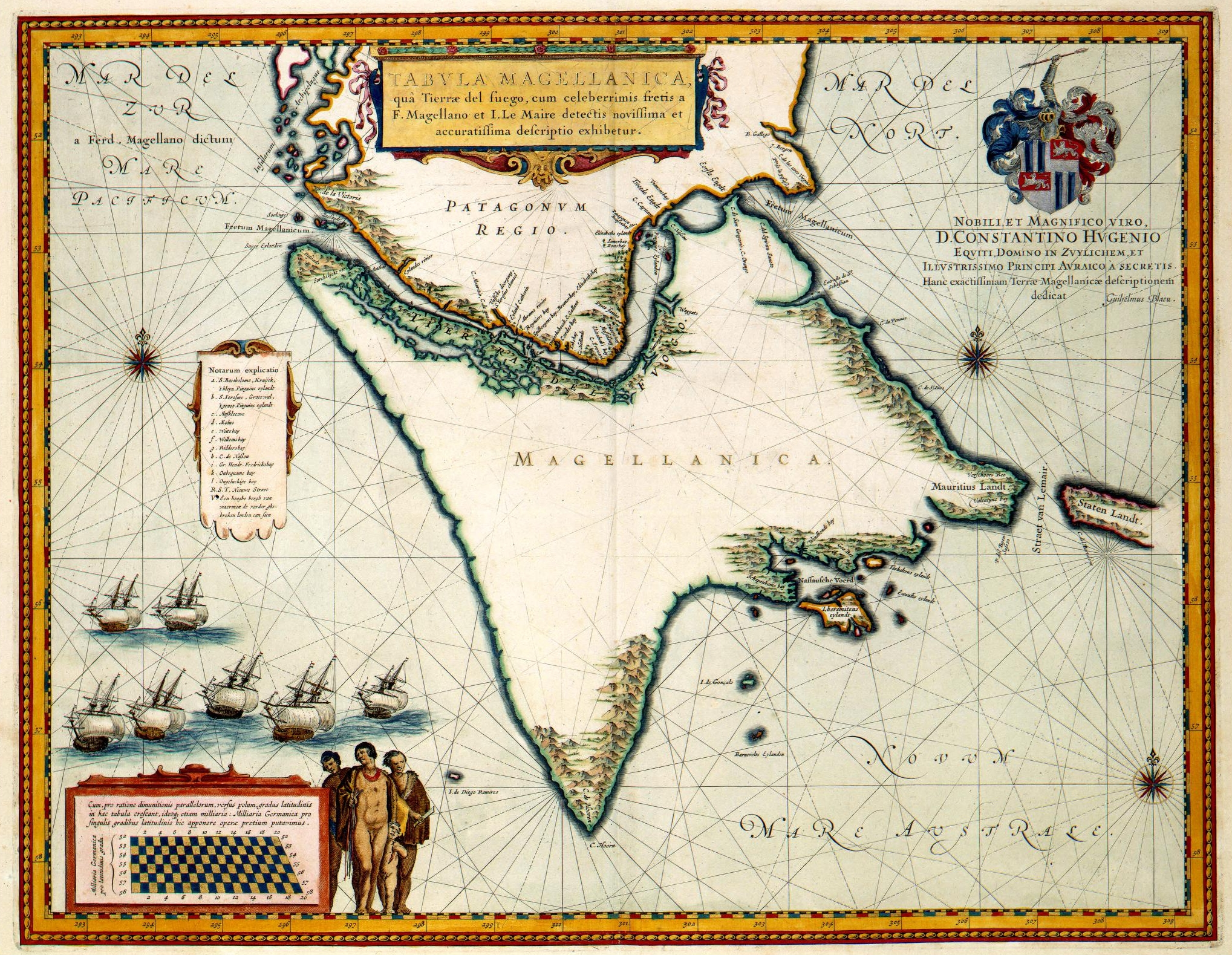
Antica mappa dello Stretto di Magellano del 1635

Nel 1567 Sarmiento, seguendo la sua vera inclinazione di navigatore, aveva partecipato, in qualità di comandante in seconda, all'audace spedizione di Mendaña de Neira nell'Oceano pacifico. In quell'occasione la flotta aveva raggiunto le isole Salomone, ma quel risultato non poteva appagare Sarmiento, accanito fautore di una tesi che contemplava l'esistenza di un vero e proprio continente nelle terre australi.
Tornato a Lima, mentre stava operando per una nuova spedizione, il corsaro Drake, passando audacemente per lo stretto di Magellano, giunse inaspettato sulle coste del Perù compiendovi una serie di lucrose razzie, prima di ritornare in patria circumnavigando il globo come già aveva fatto Ferdinando Magellano.
Le colonie spagnole si resero conto di essere esposte ad altri attacchi e decisero di verificare se Drake avesse lasciato delle guarnigioni sullo stretto. L'incarico venne affidato a Sarmiento che, nel 1579, partì in esplorazione alla testa di una minuscola flotta composta da due soli navi, la Nuestra Señora de Esperanza e la San Francisco.
Le coste dello stretto erano bagnate da acque perennemente turbolente, ma risultarono deserte; tuttavia rappresentavano una minaccia costante per la possibilità di altre incursioni portate dall'Atlantico e Sarmiento concepì l'idea di costituirvi delle colonie armate che ne avrebbero impedito l'accesso ai nemici della Spagna.
Occorreva una autorizzazione imperiale per cui, raggiunto l'Atlantico, si diresse in Spagna per ottenerla. Giunse in Europa nel 1580, dopo aver combattuto vittoriosamente con un corsaro francese e fu benevolmente ascoltato dal sovrano, Filippo II.

## Secondo viaggio
Il 25 settembre 1581 una flotta di 23 navi partì da Siviglia per occupare lo Stretto di Magellano e fondarvi una o più colonie. La comandava Diego Flores di Valdés, un generale, ma a bordo si trovava anche Sarmiento, nominato Governatore dei futuri insediamenti.
La sfortuna si accanì contro la flotta spagnola. Sballottata dalle correnti, travagliata dalle tempeste non riuscì neppure a raggiungere l'imboccatura dello Stretto e, dopo quasi due anni e mezzo, Flores de Valdés abbandonò la partita facendo volgere le vele verso la madrepatria. Sarmiento però insistette. Rimasto con solo cinque navi riuscì a raggiungere la parte orientale dello Stretto e decise di fondarvi la tanto sospirata colonia cui diede nome di Nombre de Jesús. Una delle navi venne issata a terra e utilizzata come fonte di legname, ma inaspettatamente tre delle rimanenti si ammutinarono e fuggirono alla volta della Spagna.
Sarmiento era rimasto con una sola piccola imbarcazione, la Maria, tuttavia insistette nell'impresa e, imboccato risolutamente lo Stretto, arrivò a fondare una seconda colonia il 25 marzo 1584. Il suo nome era quello di Rey Felipe, in onore del monarca, ma sarebbe stata ricordata come “porto della fame”. Mentre tornava a visitare la prima colonia di Jesus, una furiosa tempesta costrinse la Maria ad uscire dallo Stretto e, giunta in Atlantico, la sospinse per venti giorni, fino a gettarla distrutta sulle coste del Brasile.

## Ritorno e prigionia
Con la consueta tenacia Sarmiento si apprestò a soccorrere le sue colonie. Era però necessario ottenere degli aiuti dalla Spagna e per farlo occorreva tornare nella madrepatria. Durante il viaggio il vascello su cui si trovava venne catturato da corsari inglesi e Sarmiento finì in prigione. La sua fama di esploratore e di navigatore non sfuggì però alla regina Elisabetta che intervenne personalmente a liberarlo. Pare che la sovrana concedesse un'intervista al disgraziato prigioniero, durante la quale i due si intesero perfettamente, parlando in latino.
Sembrava che la sorte finalmente fosse benigna con Sarmiento, ma quando già stava per varcare le frontiere della Spagna un altro colpo del fato si abbatté con inaudita violenza sull'eclettico avventuriero.
Sarmiento venne fatto prigioniero da una banda di Ugonotti, nemici giurati della Spagna e rimesso in prigione. Per la sua liberazione venne preteso un riscatto sproporzionato ed occorsero più di tre anni per ridurre le loro pretese a misure più ragionevoli, pari a 6.800 ducati e quattro buoni cavalli.

## Liberazione e morte
Finalmente nel 1589 riuscì a raggiungere la Spagna e subito si presentò al re per chiedere un aiuto per le sue colonie. Già dal 1586 la Corte aveva però deciso di abbandonare al suo destino gli infelici coloni che si riteneva sicuramente perduti o fuggiti verso il Cile. Ormai, poi, dopo la disfatta della Invincibile Armata, ogni nave era diventata indispensabile in Europa.
In effetti, quando nel 1587 il corsaro inglese, Cavendish, forzò nuovamente lo Stretto per attaccare le indifese città spagnole del Pacifico, trovò un solo superstite in quello che venne nominato “Porto della fame”. Forse altri spagnoli erano ancora in vita nei pressi, ma l'inglese non si preoccupò di soccorrerli e diede più importanza ai cannoni abbandonati.
Comunque la sorte della colonia, abbandonata a se stessa, era ormai compiuta e la terribile natura del luogo aveva avuto ragione di quel pugno di disperati.
Sarmiento conservò il suo grado e ottenne un importante incarico nella flotta imperiale.
Negli ultimi anni della sua vita diede ancora mano alla penna e scrisse un'opera storico-biografica sulle sue vicende. Si tratta della “Relación y derrotero al estrecho de Magallanes” con cui racconta con precisione e perizia il suo primo viaggio verso gli Stretti. È da tutti considerata di primaria importanza per la conoscenza della geografia, della fauna e della flora di quelle latitudini nel XVI secolo.
Da provato uomo di mare, si spense sulla tolda di una nave, presumibilmente nel 1590, al largo di Lisbona, mentre era al comando di un'ennesima flotta delle Indie.

### Opere di Sarmiento
- Viage al estrecho de Magallanes por el capitan Pedro Sarmiento de Gambóa en los años de 1579 y 1580 y noticia de la expedición que despues hizo para poblarle - Emprenta Real Madrid 1798
- Segunda parte de la historia general llamada indica (1572) In BIBL. AUT. ESP. (tomo CXXXV, Madrid 1960)

### Opere biografiche
- Ernesto Morales Sarmiento de Gamboa, un navegante español del siglo XVI Araluce 1932
- José Miguel Barros Pedro Sarmiento de Gamboa avatares de un caballero de Galicia Santiago de Chile 2006
- Jean Guillou. Sarmiento de Gamboa, navigateur et cosmographe: l'homme du détroit de Magellan. Éd. de l'Étrave 2006